# ایاکو کیمورا
ایاکو کیمورا (انگلیسی: Ayako Kimura؛ زادهٔ ۱۱ ژوئن ۱۹۸۸) ورزشکار دو و میدانی اهل ژاپن است.
وی در مسابقات کشوری و بین‌المللی در مجموع برندهٔ ۱ مدال برنز شده‌است.